# Йозеф Мислівечек
Йозеф Мислівечек (чеськ. Josef Mysliveček; 9 березня 1737, Прага — 4 лютого 1781, Рим) — чеський композитор доби бароко і ранішнього класицизму середини XVIII століття. Добрий знайомий композитора Моцарта.

## Біографія

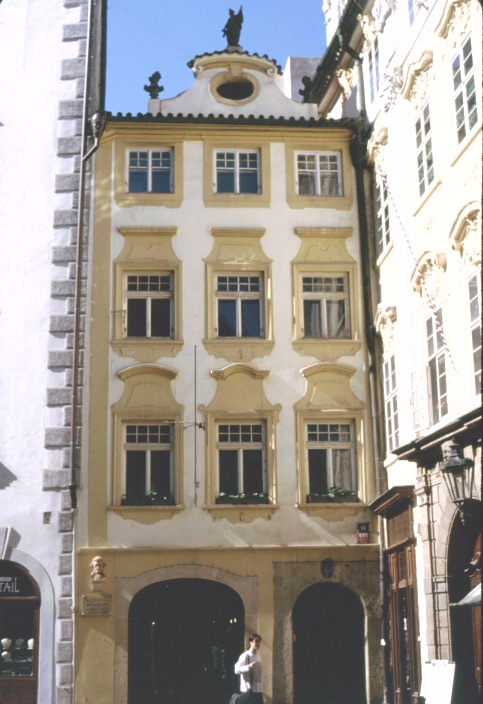
Будинок в Празі, де народився Мислівечек, Мелантріхова вулиця.

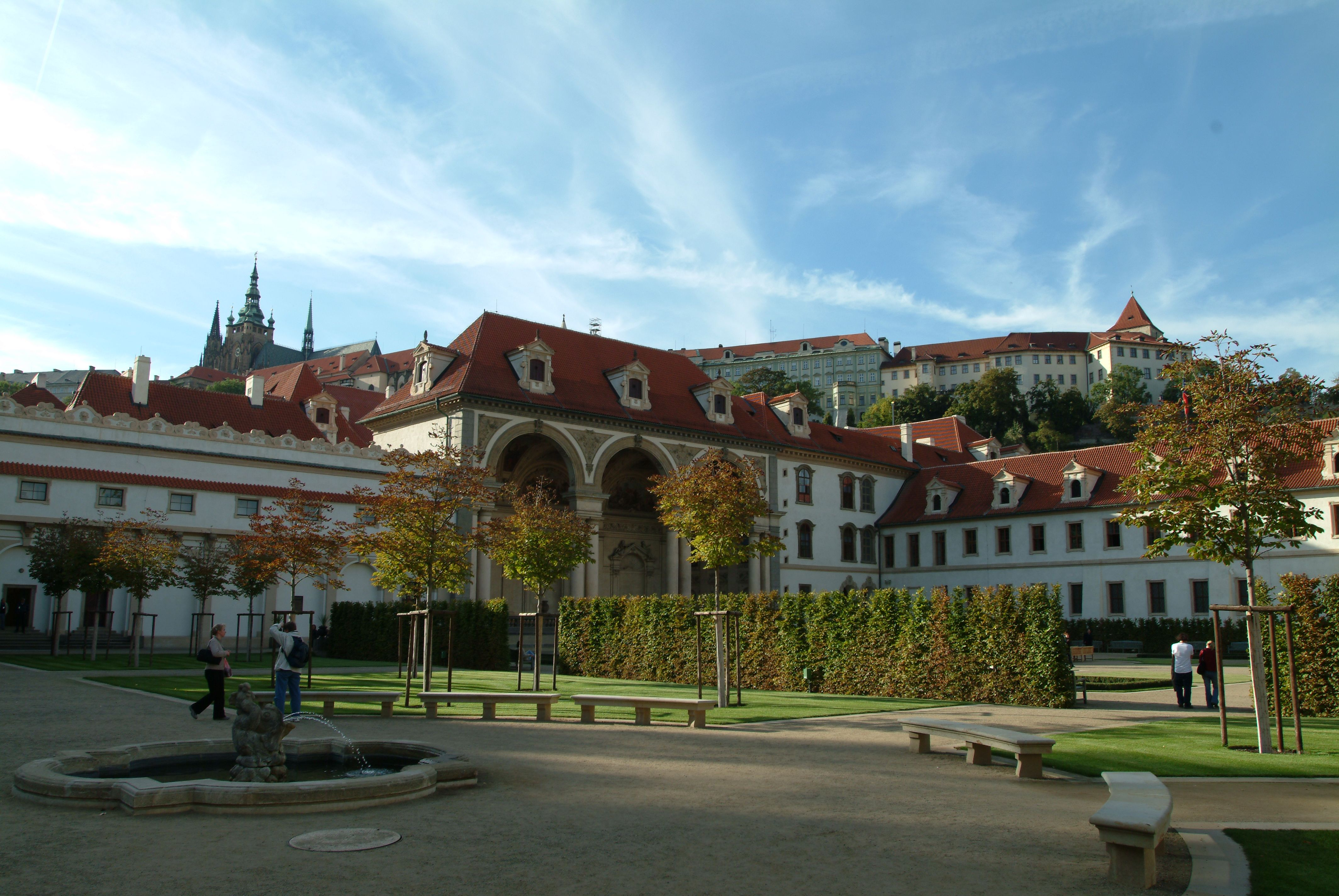
Палац Вальдштейна, Прага, 2006 рік.

Народився у місті Прага в родині ремісника, один з двох близнюків. Брат став мірошником. Після смерті батька у 1749 році близнюків виховував вітчим.
Початкову освіту отримав в школі домініканського монастиря Св. Іллі, потім в гімназії єзуїтів. Був студентом Карлова університету в Празі, але покинув заклад заради музики. З 1761 року мав звання мірошника-майстра.
Музичне навчання почав опановувати разом з батьком, пізніше під керівництвом Франца Хаберманна. Другий його вчитель — Йозеф Сегер, який був органістом одної з церков Праги. Під час навчання у Сегера сам створив шість симфоній, яким дав назви місяців року (від січня до червня).
Знав щонайменше чотири мови:
- латину (мову освіти того часу)
- німецьку (Прага була дуже онімеченим містом)
- чеську
- італійську, бо був для італійців майже своїм.

У 1763 році за фінансової підтримки графа Вінцента Вальдштейна перебрався у Венецію, де вивчав композицію у Джованні Батіста Пешетті. Граф не виник випадково. Він мав невеликий власний театр, де проводились концерти. Грали там і перші музичні твори Мислівечека. Знаючи про важливість доброї музичної освіти, він і посприяв подорожі до Італії молодого музи́ки. Збережений архів графа Вальдштейна має автографи творів Мислівечека.
У 1965 році перша опера Мислівечека «Семіраміда» була поставлена в театрі міста Бергамо.
Жив в Італії. Важке для італійців прізвище Мислівечек ті замінили на ласкаве прізвисько (Il Boemo), тобто Богемець. Успішна музична кар'єра композитора була тісно пов'язана з театральною культурою тогочасної Італії, найбільший авторитет він мав в оперному театрі міста Неаполь.
У 1771 році 15 травня він з успіхом витримав іспит на звання академіка Болоньської філармонії. У той же день витримав іспит і український композитор — Максим Березовський.
Унаслідок нез'ясованої хвороби помер у Римі на 44 році життя. Похований у церкві Сан-Лоренцо-ін-Лучіна.

### Твори

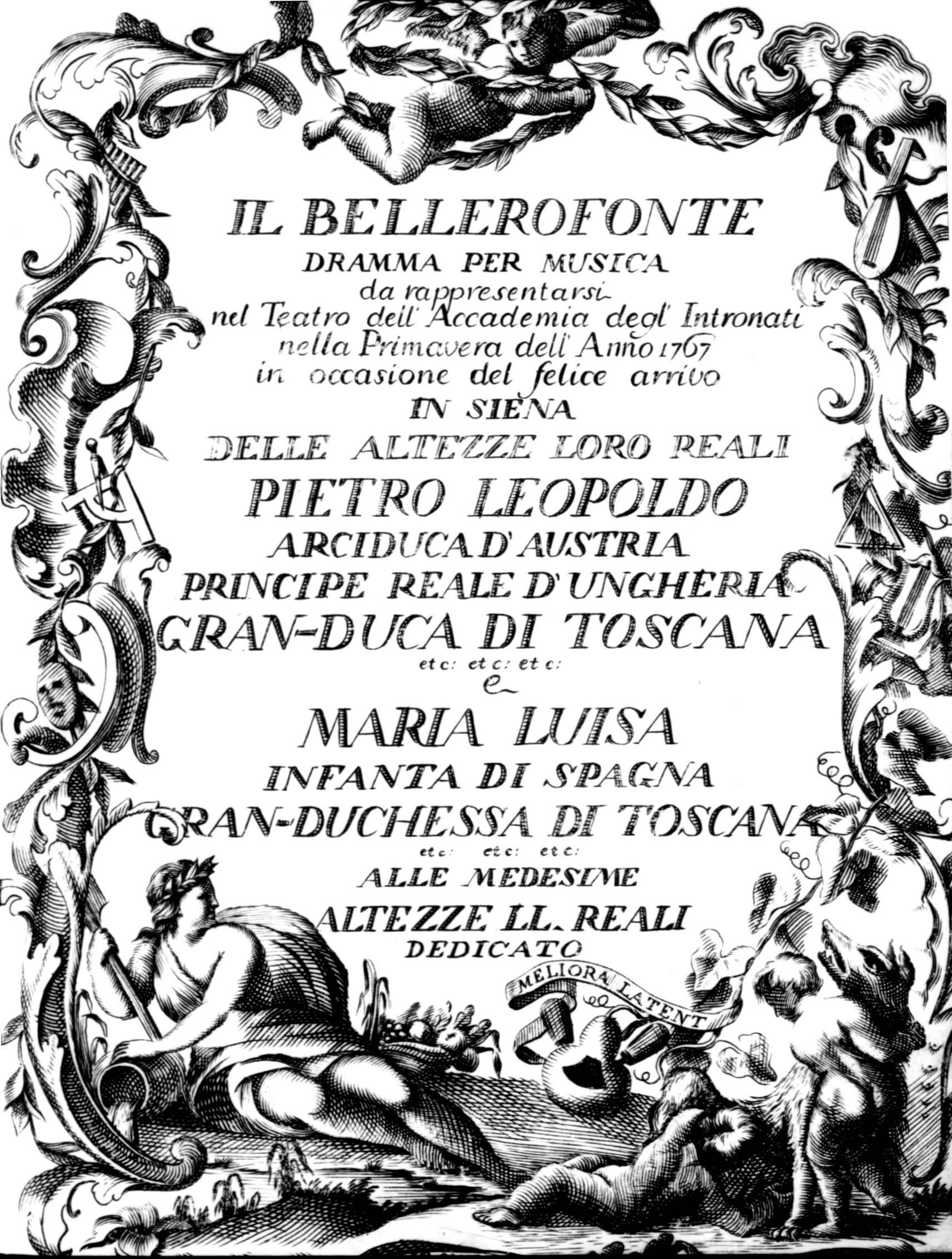
Титульний аркуш опери «Беллерофонт», музика композитора Мислівечека

Йозеф Мислівечек як композитор належить до дуже продуктивних митців. З урахуванням втрачених і знищених людьми рукописів Мислівечека, той створив:
- двадцять шість (26) опер, за іншими даними — 30
- симфонії
- інструментальні концерти
- 10 ораторій на біблійні сюжети («Товій», «Страсті Христові», «Адам і Єва», «Звільнений Ізраїль» та інші).

### Перелік опер Мислівечека (італійською)
- Il Parnaso confuso, Парма, 1765
- Medea, Парма,
- Il Bellerofonte, Неаполь, 20.1.1767
- Il Farnace, Неаполь, 1767
- Il Trionfo di Clelia, Турин, 26.12.1677
- Semiramide riconosciuta , Венеція, 1768
- Demofonte, Венеція, 1769
- L'Ipermestra, Флоренція, 28.3.1769
- La Nitteti, Болонья, 1770
- Motezuma,Флоренція, 23.1.1771
- Il gran Tamerlano, Мілан, 23.12.1771
- Demetrio, Павія, 1772
- Romolo ed Ersilia, Неаполь, 13.8.1773
- Erifile, Турин, 1773
- La Clemenza di Tito , Венеція,26.12.1773
- Antigone, Турин, 1774
- Atide, Падуя, 1774
- Artaserse, Неаполь, 13.8.1774
- Merope, Неаполь, 1775
- Ezio, Неаполь, 1775
- Achille in Sciro, Неаполь, 1775
- Adriano in Siria, Флоренція, 1775
- La Calliroe, Неаполь, 30.5.1778
- Armida, Лукка 15.8.1778
- Olimpiade, Неаполь, 4.11.1778
- La Circe, Венеція, 1779
- Antigono, Рим 1780
- Medonte, re di Epiro , Рим, 1780

### Йозеф Мислівечек і родина Моцартів
У жовтні 1770 року Мислівечек познайомився з Леопольдом Моцартом, який привіз в місто Болонья свого вундеркінда-сина. Мислівечеку тоді було 32 роки, Вольфгангу — лише 14. Вони будуть підтримувати знайомство не менше семи років. Батько Моцарт листувався з Мислівечеком і неодноразово згадував того в листах до сина. Сім років потому 21-річний Вольфганг зустрінеться з майже 40-річним Мислівечеком у Мюнхені, де той лікувався. А мати Вольфганга втішала хворого. Музикознавці довели, що Вольфганг багато чого навчився на музиці Мислівечека, а дещо навіть запозичав, що не зменшує величі його власних, геніальних знахідок.

### Увічнення пам'яті
- Чеська письменниця Соня Шпатова-Рамешова надрукувала роман «Божествений Богемець» (Sonia Spatova-Ramesova «Il divino Boemo», Praha, 1957) про життя композитора.
- На його честь названо астероїд 53159 Мислівечек.

### Нащадки Мислівечека і Україна
Музикантами були і нащадки його брата-близнюка. Еммануїл Франтішек Мислівечек, який грав на контрабасі, у 1890-х рр. перебрався в місто Харків, де народились його старші діти. Пізніше родина перебралась в місто Одеса, де Еммануїл Франтішек був оркестрантом в Оперному театрі. У 1911 році родина Мислівечеків перебралася в Москву. Музикантами були і три сини Еммануїла.